# La Misión, Sinaloa
La Misión är en ort i Mexiko.   Den ligger i kommunen Mocorito och delstaten Sinaloa, i den västra delen av landet, 1 100 km nordväst om huvudstaden Mexico City. La Misión ligger 79 meter över havet och antalet invånare är 259.
Terrängen runt La Misión är platt norrut, men söderut är den kuperad. Runt La Misión är det ganska glesbefolkat, med 23 invånare per kvadratkilometer. Närmaste större samhälle är Guamúchil, 13,1 km väster om La Misión. I omgivningarna runt La Misión växer huvudsakligen savannskog.